# Birgit Dahlke
Birgit Dahlke (* 15. Januar 1960 in Berlin) ist eine deutsche Literaturwissenschaftlerin und Hochschullehrerin.

## Leben
Birgit Dahlke studierte von 1978 bis 1982 Germanistik, Geschichte und Pädagogik an der Ernst-Moritz-Arndt-Universität in Greifswald (Diplomthema: Autobiographische Prosa Stephan Hermlins). Nach Abschluss des Studiums unterrichtete sie vier Jahre in den Fächern Deutsch und Geschichte an Berliner Oberschulen.  Dahlke lebt und arbeitet in Berlin. Sie hat zwei Kinder.
Ihre wissenschaftliche Tätigkeit begann sie 1990 am Zentralinstitut für Literaturgeschichte der Akademie der Wissenschaften der DDR. 1994 promovierte sie am Fachbereich Germanistik der Freien Universität Berlin zum Thema „Die romantischen Bilder blättern ab. Produktionsbedingungen, Schreibweisen und Traditionen von Autorinnen in inoffiziell publizierten Zeitschriften der DDR 1979-1990“. 2003 habilitierte sie sich an der Philosophischen Fakultät II der Humboldt-Universität zu Berlin mit dem Thema „Jünglinge der Moderne. Jugendkult und Männlichkeit um 1900“. Venia Legendi für das Fach Neuere deutsche Literatur.
Als Hochschullehrerin/Privatdozentin war sie an verschiedenen Universitäten tätig, u. a. in Deutschland (Vertretungsprofessur an der Leuphana Universität Lüneburg 2010–2012), in den USA (Georgetown University 2011, University at Urbana-Champaign 2008) sowie in Großbritannien (DAAD-Dozentur Universität Nottingham 2007, Forschungsaufenthalt Universität Newcastle 2007). 
Von 2008 bis 2010 und von 2013 bis 2016 hatte Dahlke eine Gastprofessur am Institut der Humboldt-Universität zu Berlin inne. Seit 2016 leitet sie an der HU die Arbeitsstelle Privatbibliothek Christa und Gerhard Wolf. In diesem Zusammenhang erarbeitete sie mit Studenten u. a. die Ausstellung „neu Christa Wolf lesen“ (Wanderausstellung für Institute/Bibliotheken/Galerien). Nach dem Tod des Essayisten und Verlegers Gerhard Wolf 2023 (Ehemann der Autorin Christa Wolf) ist die gesamte ca. 6000 Bücher umfassende Privatbibliothek an die Forschungs- und Arbeitsstelle der HU am Institut für deutsche Literatur übergegangen.
Unter der Leitung von Dahlke entstand u. a. auch das Ausstellungsexponat „Poesie der Kritik“ für das im September 2021 eröffnete Humboldt-Forum in Berlin.
Dahlke ist Mitglied der Jury für den Christa und Gerhard Wolf-Förderpreis, der alle zwei Jahre für wissenschaftliche Abschlussarbeiten vergeben wird.
Ihre besonderen Forschungsschwerpunkte sind
- DDR-Literatur, deutsch-deutsche literarische Beziehungen vor 1989
- Kanon und Geschlecht
- Lesespuren und Widmungen in Autorinnenbibliotheken
- Literatur im geteilten Deutschland (LIGD)[5]
- Privatbibliothek Christa und Gerhard Wolf[6]

## Mitgliedschaften
- Vorstandsmitglied der Christa Wolf Gesellschaft seit der Gründung 2014. Nach dem Tod von Gerhard Wolf wurde sie als Stellvertretende Vorsitzende gewählt.[7]
- German Studies Association (GSA)
- Wolfgang-Hilbig-Gesellschaft
- Zentrum für transdisziplinäre Geschlechterstudien an der HU Berlin

## Stipendien und Auszeichnungen
- 1992–1993 Promotionsstipendium der Studienstiftung des deutschen Volkes
- 2004–2005 Programm der drei Berliner Universitäten „ProFil. Professionalisierung für Frauen in Forschung und Lehre: Mentorin - Training - Networking“

## Werke

### Autorin
- Christa Wolf. Antifaschistin – Humanistin – Sozialistin. Reihe Humanistische Porträts Band 1 Hg. von Hubert Canzik, Richard Faber, Ralf Schöppner. Verlag Königshausen & Neumann: Würzburg 2019 (96 Seiten)
- Wolfgang Hilbig. Wehrhahn Verlag: Hannover 2011 (143 Seiten)
- Jünglinge der Moderne. Jugendkult und Männlichkeit in der Literatur um 1900. Böhlau Verlag: Köln, Weimar, Wien 2006 (273 Seiten)
- Papierboot. Autorinnen aus der DDR – inoffiziell publiziert. Verlag Königshausen & Neumann: Würzburg 1997 (386 Seiten)
- Broschüre der Arbeitsstelle Privatbibliothek Christa und Gerhard Wolf. Berlin 2017

### Herausgaben
- German Life-Writing in the Twentieth Century (mit Dennis Tate, Roger Woods). Camden House: New York 2010 (216 Seiten)
- Kerstin Hensel, Contemporary German Writers (mit Beth Linklater). University of Wales Press: Cardiff 2002 (175 Seiten)
- LiteraturGesellschaft DDR. Kanonkämpfe und ihre Geschichte(n) (mit Martina Langermann, Thomas Taterka). Metzler: Stuttgart 2000 (423 Seiten)
- Zersammelt. Die inoffizielle Literaturszene der DDR nach 1990. Eine Bestandsaufnahme (mit Roland Berbig, Michael Kämper-van den Boogaart, Uwe Schoor). Berlin: Theater der Zeit. Recherchen Band 6: 2001 (243 Seiten)
- Moosbrand. Zeitschrift für neue Texte (mit Lutz Seiler, Peter Walther). Gerhard Wolf Janus Press: Berlin 1996–1999 (jeweils ca. 120 Seiten)